# نظام تقوية تغطية الجوال
إن نظام تقوية شبكة الهاتف المحمول أو الجوال (بالإنجليزية:In-Building Solution) أو اختصارًا (بالإنجليزية: IBS) يقوم على أساس نظام الهوائي الموزع (بالإنجليزية: Distribution Antenna System) أو اختصارًا (بالإنجليزية: DAS) والذي يُعنى بتقوية وتوزيع شبكة الجوال في المباني والمنشآت. وتكون شبكة الجوال على الأكثر ضعيفة أو منعدمة تحت الأرض وفي المباني الضخمة والأبراج، ومن هنا يأتي نظام تقوية شبكة الجوال ليربط داخل المبنى بالشبكة الجوال الرئيسية في الخارج. وتقوم شبكات الجوال بإرسال واستقبال موجات الراديو الخاصة بالمشغّل (Operator) أو مزود الخدمة (Service Provider)، ومن هنا يأتي دور نظام تقوية شبكة الجوال بنقل موجات الراديو عبر الكابلات المحورية (بالإنجليزية: Coaxial Cable)أو الكابلات المجدولة (بالإنجليزية: Twisted Pair Cables) من نَوْعَي المجموعة 6 أو المجموعة 5 أو الألياف البصرية. حيث يتم توزيع الهوائيات حسب إستراتيجية معينة للحصول على أفضل تغطية لمستخدمي الشبكة.

## موثوقية النظام
نظام تقوية شبكة الجوال (IBS) لا يستطيع قراءة أو تعديل المعلومات التي تعبر من خلاله، بل على العكس من ذلك، هو عبارة عن تقنية تزيد من قوة الإشارة الحاملة للبيانات والصوت إلى الأماكن ضعيفة الإشارة.

## نظام العناصر غير الفعالة في نظام تقوية شبكة الجوال (Passive IBS)
نظام العناصر غير الفعالة (Passive System) يتألف حصرًا من الكابلات المحورية (Coaxial Cables) والهوائيات (Antennas) وبقية العناصر التي لا تحتاج لتفعيلها إلى تيار كهربائي (AC أو DC).
إيجابيات وسلبيات نظام غير الفعال (Passive System)

يتميّز النظام غير الفعّال (Passive System) بقلة تكاليفه عند التركيب، بالإضافة لذلك فهو مناسب للمباني الصغيرة التي تحتاج لتعزيز الشبكة لأكثر من مشغّل (Operator) أو مقدّم للخدمة (Service Provider). وكالعادة لا يتم تركيب هذا النظام في مساحات واسعة تكون أكبر من 9,300 متر مربع. ويحتاج هذا النظام إلى توازن قوة الأمواج الترددية (Radio Frequency Power) الخارجة من الهوائيات (Antennas) حتى تصبح التغطية منتظمة ومتوازنة على جميع مساحات المبنى.
النظام له سلبية كبيرة في حالة إضافة هوائيات جديدة على التصميم الأولي؛ حيث يحتاج في الأغلب إلى إعادة هندسة التصميم بحيث تتوازن قوة الأمواج الترددية الخارجة من الهوائيات.
ويعتمد عدد الهوائيات في تغطية أي مبنى على مساحة المبنى وقوة مصدر الإشارة القادمة من خارج المبنى إلى داخله.

## نظام العناصر الفعالة في نظام تقوية شبكة الجوال (Active IBS)
الأنظمة التي تحتاج إلى تحويل من شكل إشارة الأمواج الترددية (RF) إلى شكل آخر، كإشارة الألياف البصرية؛ والتي بدورها تحتاج إلى أنظمة تقوم بعملية التحويل والتي تتم تغذيتها بتيار كهربائي (AC أو DC)، بشكل عام، أي نظام يحتاج لتغذية كهربائية يُسمى بالنظام الفعّال (Active System).
إيجابيات وسلبيات النظام الفعال (Active System)

عبر النظام الفعّال (Active Syetem)، يمكن أن يتم تغطية المباني الضخمة بالإضافة إلى ساحاتها عن طريق تحويل وإرسال الموجات الترددية (RF) عبر الألياف البصرية، هنالك العديد من الأنظمة الفعالة (Active System)تم تطبيقها على مبانٍ يتجاوز مساحتها 93,000 متر مربع. بالعادة يتم زيادة وتوسيع تغطية الشبكة بناء على إضافة أجهزة جديدة من النظام الفعال أو إضافة هوائيات جديدة على نظام التغطية المُصمم مُسبقًا، بالإضافة لذلك يمُكن زيادة عدد المشغلين (Operator) أو مزودي الخدمة (Service Provider) أو حتى إضافة تقنيات جديدة كالجيل الثالث (3G) أو الجيل الرابع (4G) إلى النظام المركّب مُسبقًا. في حالة النظام الفعّال؛ لا يوجد حاجة في إعادة هندسة التصميم أو موازنة قوة أمواج الراديو في حالة إضافة أو توسيع التغطية. بإمكان الألياف البصرية أن تصل بالتغطية إلى حد 2 كم من مصدر الإشارة. في العادة يُعتبر النظام الفعال (Active System) مكلف أكثر من النظام غير الفعّال (Passive System).